# Het gele huis

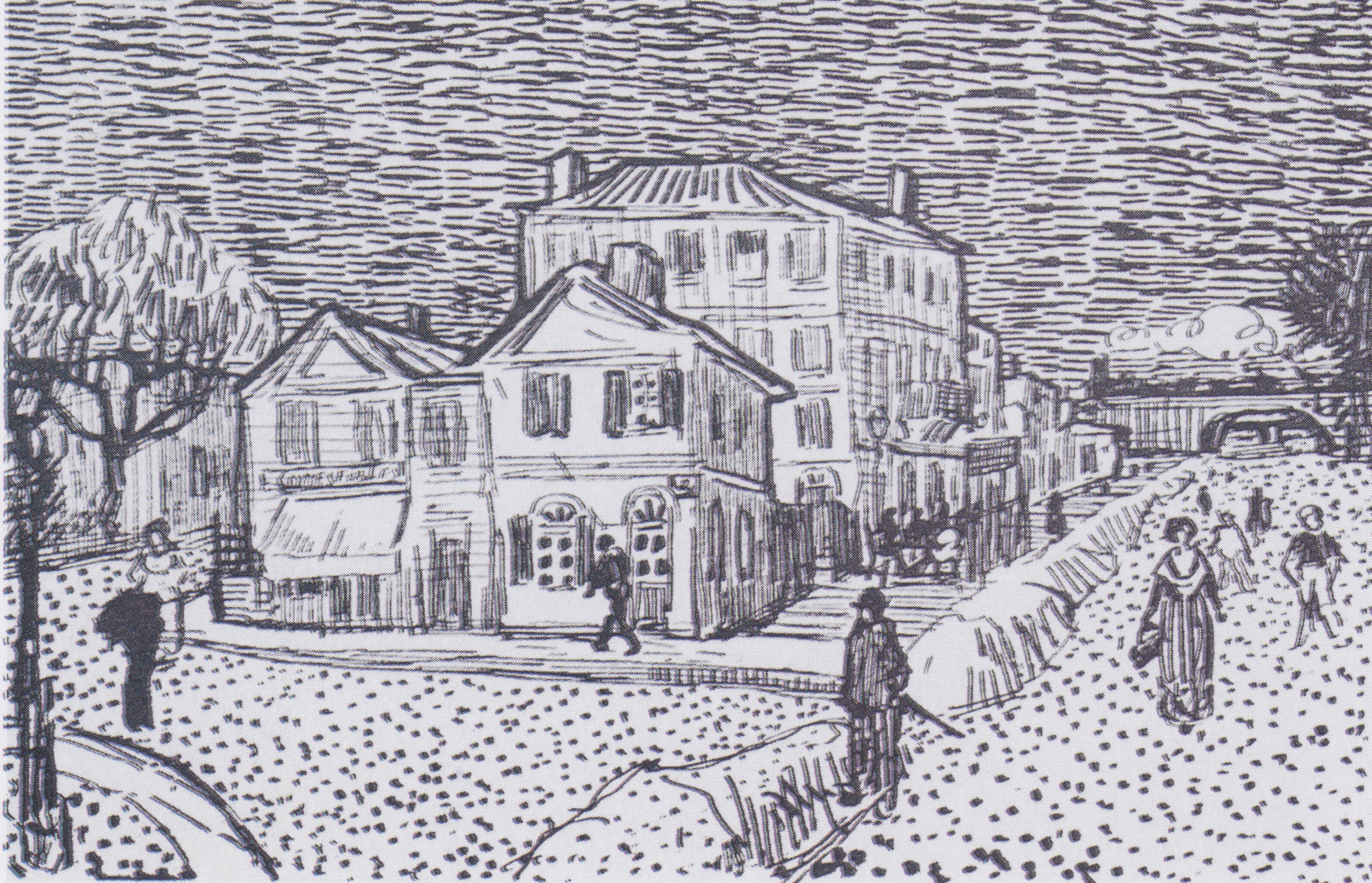
Pentekening.

La Maison jaune of Het gele huis is een olieverfschilderij van de Nederlandse kunstschilder Vincent van Gogh, geschilderd in september 1888. Hij noemde het eerst La Maison et son entourage (Het huis en zijn omgeving) maar koos later als titel La Rue (De straat). Hij maakte er ook een pentekening van om aan zijn broer Theo te sturen, en een aquarel.
Het schilderij is 72 × 91,5 cm groot en hangt in het Van Gogh Museum in Amsterdam.
Het onderwerp is de rechterhelft van het pand op nummer 2 Place Lamartine, Arles in Frankrijk. Hier huurde Van Gogh op 1 mei 1888 twee grote kamers op de begane grond voor zijn atelier en een keuken en twee kleinere kamers op de eerste etage met uitzicht op Place Lamartine.
Het raam op de eerste etage met de geopende luiken is Van Goghs logeerkamer waar zijn vriend de kunstschilder Paul Gauguin in oktober introk, toen zij het Atelier van het Zuiden wilden oprichten. Het raam met de gesloten luiken is Van Goghs eigen kamer, vereeuwigd in het schilderij De slaapkamer. In de linkerhelft van het gebouw bevindt zich een restaurant met kruidenierswinkel, aangegeven als Comestibles op het bord boven de markies. Hier at Vincent elke dag volgens een brief aan Theo eind september 1888.
De straat is opgebroken voor de aanleg van een gasleiding. Uiterst rechts gaat de straat, de Avenue Montmajour, onder twee spoorbruggen door.
De bebouwing werd verwoest door een vliegtuigbom op 25 juni 1944.